# Rubén Toribio Díaz
Rubén Toribio Diaz, född 17 april 1952 i Lima i Peru, är en peruansk före detta fotbollsspelare (back).
Diaz är en av Perus mest meriterade landslagsmän med 89 landskamper (två mål) mellan 1972 och 1985. Han deltog i VM 1978 där Peru överraskande vann grupp fyra före Holland, Skottland och Iran innan man slogs ut i nästa gruppomgång. Diaz spelade Perus alla matcher i den första gruppomgången och hade stor del i att man lyckades hålla 0-0 mot Holland. Elva minuter in i matchen mot Brasilien (som var den första i andra gruppomgången) blev Diaz skadad och ersattes av José Navarro.
Diaz spelade även Perus alla gruppspelsmatcher i VM 1982. Man slutade sist i gruppen efter Polen, Italien och Kamerun.
På klubbnivå representerade Rubén Toribio Diaz de peruanska lagen Deportivo Municipal, Universitario de Deportes och Sporting Cristal. 
Diaz smeknamn är "Panadero" (Bagaren).